# Babingtonska zavjera
Babingtonska zavjera (1586. godine) dobila je ime po Anthony Babingtonu, glavnom urotniku, te je izravno odvela do smrti katolkinje Marije I., kraljice Škotske.

## Politička situacija u Engleskoj
Nakon što je katolička crkva progonila protestante u Engleskoj, te posredstvom inkvizicije spalila mnoge od njih na lomači, javno mijenje okrenulo se protiv katoličke crkve. Uskoro su Engleskom zavladali vladari koji su prihvatili protestantizam. Tada je počelo subverzivno djelovanje katoličke crkve, koja je pod svaku cijenu pokušala maknuti protestantskog vladara i na njegovo mjesto staviti katolika. Zaredalo se mnogo zavjera, pogotovo nakon što je papa Pio V. 1570. izdao bulu "Regnans in Excelsis" u kojoj je rekao da katolici više nisu dužni biti poslušni kraljici Elizabeti I.

## Povijest zavjere
Sve je započeo Jezuit John Ballard koji je nagovorio Anthony Babingtona, Thomas Morgana (katolika) i Charlesa Pageta dvostrukog agenta koji je istovremeno radio i za državnog tajnika Elizabete I., Francisa Walsinghama da ubiju Englesku kraljicu Elizabetu I.
Gilbert Gifford u to vrijeme se školovao za katoličkog svećenika, te je upoznao John Savagea, katoličkog studenta koji je sudjelovao u zavjeri da se ubije kraljica Elizabeta I. 
Godine 1585. Walsingham daje nalog za uhićenje Gifforda, koji je u to vrijeme već sudjelovao u zavjeri, ali mu nudi pomilovanje ako pristane raditi kao dvostruki agent. Gifford prihvaća ulogu, te radi kao kurir između Marije I. i ostalih sudionika zavjere kojima je bio cilj zbaciti Elizabetu I. i umjesto nje postaviti katolkinju Mariju I., kao Englesku kraljicu.
U tim pismima Marija je pisala Babingtonu kako ima podršku iz Pariza, a on njoj da nije odan kraljici zato što ju je 1570. ekskomunicirao papa Pio V.
Walsingham, kraljičin tajnik, sada je znao za zavjeru, ali ne i za sve sudionike. Babington je obećao Mariji da će ubiti Elizabetu, te da mu je Filip II., španjolski kralj obećao da će sudjelovati u postavljanju Marije kao Engleske kraljice ako oni uspiju ubiti Elizabetu.
U svojim pismima napisali su i da namjeravaju ubiti samoga Walsinghama, nesvjesni toga da se sva pisma između njih dvoje prvo dobiva sam Walsingham.
Na kraju svi sudionici zavjere su uhićeni, prva grupa uhićenih bili su Babington, Ballard, Chidiock Tichborne, Thomas Salisbury, Robert Barnewell, John Savage i Henry Donn. Druga sedmorica bili su Edward Habington, Charles Tilney, Edward Jones, John Charnock, John Travers, Jerome Bellamy, and Robert Gage.
Svi redom su obješeni, a onda je na red došla i sama Marija, iako je tvrdila da je sve namještaljka, te da ona nije kriva, njezina pisma bila su ključni dokaz. Elizabeta je pred 200 svjedoka potpisala smrtnu presudu svojoj rođakinji. Pogubljenje je izvršeno nestručno, sjekirom kojom su se prethodno klale životinje. Marija je preživjela prvi udarac sjekire, čak je pokušala i da kaže nešto, ali ju je drugi udarac dokrajčio.